# Aimé Barraud
Pour les articles homonymes, voir Barraud.
Aimé Barraud, né à La Chaux-de-Fonds le 14 mars 1902 et mort à Neuchâtel le 14 février 1954, est un peintre suisse représentant de la Nouvelle Objectivité.

## Biographie
Aimé Barraud est le cinquième enfant d'une famille de 7, dont une seule fille, Bluette, née en 1901. Ses frères Charles, François et Aurèle deviendront peintre, comme lui, alors que Jean et John se tourneront vers d'autres métiers. Leur père, John Barraud, est graveur pour l'industrie horlogère.
Avec ses trois frères, Aimé Barraud suit les cours du soir de dessin de l'École d'arts appliqués de La Chaux-de-Fonds, sous la direction du professeur William Stauffer. En 1916, après avoir terminé l'école obligatoire, il s'engage comme garçon à tout faire dans un magasin de La Chaux-de-Fonds. Là, il aide à la décoration des vitrines, puis continue le travail seul, jusqu'à travailler également pour d'autres commerçants. 
En 1922, il part pour Reims avec son frère François, où les deux frères travaillent comme peintre en bâtiment. Ils continuent à dessiner dans la nouvellement créée académie de dessins du Musée des beaux-arts de Reims. Ils ont ainsi l'occasion de voir des œuvres d'art ancien, en particulier les statues de la cathédrale, mutilées par la guerre, et les tapisseries médiévales, alors tendues dans la cathédrale pour cacher les trous d'obus. Ils déménagent en 1924 à Paris, où ils continuent de travailler la journée et de dessiner d'après modèle le soir, en particulier au Louvre. Aimé restera sept ans à Paris. 
À Paris, Aimé Barraud fréquente les artistes de Montmartre et expose régulièrement. Son premier succès date de 1926 et d'une exposition avec son frère Aurèle à la galerie Fabre. Grâce aux ventes de cette exposition, Aimé peut louer un atelier Faubourg Poissonnière. En 1929, L'État français lui achète un tableau, Étude de poires, qui sera exposée au Jeu de Paume. À Paris, il rencontre également Simone Husson, sa future femme. Ils se marient en 1931. Sa peinture ne leur suffit pas pour vivre : Aimé exerce également une activité de restaurateur d'antiquité et de décorateur de plateaux.Il expose à la Société nationale des beaux-arts dès 1928 et au Salon des indépendants deux toiles : La Belle histoire et Temps gris et se fait remarquer au Salon des artistes français de 1929 avec sa toile Homme au chapeau.
En 1930, Aimé Barraud expose à La Chaux-de-Fonds. Cette exposition a un grand succès et toutes ses toiles sont vendues. Il signe également un contrat avec Max Moos, marchand genevois qui a également signé son frère François. Aimé Barraud retourne en France, mais la crise économique l'oblige à s'établir dans les environs de Genève, afin de travailler pour Max Moos. Il profite également de cette période pour voyager en Europe et en URSS.
En 1938, Aimé Barraud et sa famille emménagent à Neuchâtel, où ils resteront jusqu'à la fin de leur vie. Aimé expose en compagnie de ses frères, notamment au Musée Arlaud de Lausanne en 1939, au Kunsthaus de Zürich en 1940 et au Musée Rath, à Genève, en 1946. En 1950, les quatre frères exposent à la galerie Bernheim, à Paris. En 1951, le Musée cantonal des beaux-arts du Valais achète son Autoportrait au grand col.

## Œuvre
Aimé Barraud, tout comme ses frères, n'a pas pu suivre de formation de peinture complète, ayant toujours eu besoin de travailler pour survivre. Ce manque de formation ainsi que le milieu modeste d'où il vient conduit Gérald Comtesse à le qualifier d'autodidacte. 
Son œuvre peint consiste en plusieurs centaines de tableaux. Aimé Barraud a abordé de nombreux sujets, dont la figure humaine et surtout la nature morte, qui compose les deux-tiers de sa production neuchâteloise.
La critique contemporaine a surtout reconnu ses talents de dessinateurs à travers son œuvre gravé. Il pratique essentiellement l'eau-forte.